# Ernest Hoschedé
Pour les articles homonymes, voir Hoschedé.
Ernest Hoschedé (né le 18 décembre 1837 à Paris et mort le 18 mars 1891 dans la même ville) est un négociant en tissus, critique d'art, créateur de revue, mécène et collectionneur d'art ;  il fut l'ami de Claude Monet.

## Biographie
Louis Ernest Jean Hoschedé est né en 1837 à Paris, fils d'un industriel du textile et des dentelles.
Devenu un important négociant en textile et en lingerie de luxe, il épouse à Paris le 16 avril 1863 Alice Raingo, union dont six enfants naitront. Alice, dont la famille, originaire de Tournai, avait fondé une société en nom collectif de production de bronze en horlogerie, hérite, au moment de la mort de son père Alphonse, en janvier 1870, d'une vaste propriété à Montgeron, le château de Rottembourg. En 1871, après les événements de la Commune, Félix Bracquemond exécute une eau-forte figurant Hoschedé en uniforme.
Le nom d'Ernest Hoschedé est directement associé au courant impressionniste ; en effet, dès 1873, il fut le commanditaire de nombreux artistes impressionnistes dont Claude Monet et Manet. Il fut aussi le premier propriétaire du célèbre tableau Impression, soleil levant de Monet. Cependant, le collectionneur soutint aussi de jeunes artistes comme le peintre Victor Leclaire. En 1872, il était entré au comité de direction de la Gazette des beaux-arts, où il possédait des parts.
Il fait en partie faillite pour dettes en 1877 et doit se résoudre, les 5 et 6 juin 1878 à la vente aux enchères pour motifs judiciaires de sa propre collection, soit 138 œuvres, dont des Sisley, Renoir, Manet, Morisot, Pissarro et Monet, qui partent sous le marteau du marchand d'art Georges Petit. Ce n'est pas là sa première vente : Hoschedé, procéda, sous le couvert de l'anonymat, à plusieurs ventes préalables, dont une en janvier 1874 puis une autre en avril 1875, avec pour expert Paul Durand-Ruel. Ces deux ventes, qui voient partir des Sisley et des Degas, sont destinées à tester le marché, et sont plutôt décevantes.
En août 1880, il lance avec Henri de Montaut, la revue L'Art de la mode, revue mensuelle de l'élégance (devenue L'Art et la mode en 1883) à laquelle livre des poèmes Stéphane Mallarmé (1887). Il produit la même année le catalogue Les Femmes artistes. Exposition de l'Union des femmes (peintres et sculpteurs), présentes au Salons de 1880 et 1881, dans le cadre du Cercle des arts libéraux. En 1882, il publie Impressions de mon voyage au salon de 1882. 
En septembre 1890, quelques mois avant sa mort, sort Brelan de salons chez Bernard Tignol, essai dans lequel il revient sur la bataille qui opposa les modernes aux peintres académiques.

### Relation avec Claude Monet

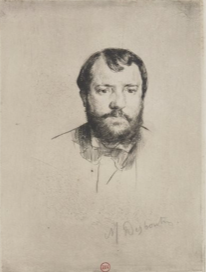
Portrait de Ernest Hoschedé, gravé par Marcellin Desboutin.

En 1876, Ernest Hoschedé charge Monet de peindre des panneaux pour son salon au château de Rottembourg, à Montgeron. Seront peintes à cette occasion plusieurs toiles dont Les Dindons, Étang à Montgeron, Coin de jardin à Montgeron, etc.
Au cours de l'été 1878, son épouse Alice et ses enfants déménagent pour aller habiter une maison à Vétheuil, avec Claude Monet et la première femme du peintre, Camille Doncieux, et les deux fils qu'ils ont eus, Jean et Michel. Même si on a dit qu'Ernest Hoschedé vient également habiter avec eux, il passe en réalité la plus grande partie de son temps à Paris.
La liaison entre Claude Monet et Alice Hoschedé commence soit dès 1875, ou selon d'autres sources, lors de l'été 1876. Après la mort de Camille Doncieux en 1879 (qu'Alice soigne pendant sa maladie, après la naissance de son second fils), Monet et Alice (avec l'ensemble de leurs huit enfants), continuent à vivre ensemble à Poissy tout d'abord (où ils vont habiter à partir de 1881), puis à Giverny, à partir de 1883.
Ernest Hoschedé meurt le 18 mars 1891 en son domicile au no 45 rue Laffitte dans le 9e arrondissement, et Alice épouse Monet le 16 juillet 1892.

### Vie privée
Ernest Hoschedé épouse le 16 avril 1863 Alice Raingo (1844-†1911), avec qui il a quatre filles et deux fils : 
- Marthe Hoschedé (1864-†1925), épouse en 1900 Theodore Earl Butler (1861-†1936), sans postérité.
- Blanche Hoschedé (1865-†1947), épouse en 1897 Jean Monet (1867-†1914), fils du peintre Claude Monet, sans postérité.
- Suzanne Hoschedé (1868–†1899), épouse en 1892 Theodore Earl Butler (1861-†1936), deux enfants.
- Jacques Hoschedé (1869-†1941), épouse en 1896 une Norvégienne.
- Germaine Hoschedé (1873-†1968), épouse en 1902 Albert Salerou, postérité, dont le critique d'art Philippe Piguet né en 1946.
- Jean-Pierre Hoschedé (1877-†1961), épouse en 1903 Geneviève Costaddau, grand-père de Frédérique Hoschedé, dite Dorothée, animatrice de télévision.